# BücherFrauen
BücherFrauen e. V. wurde 1990 von Feministinnen nach dem Vorbild der englischen Vereinigung Women in Publishing (WiP) gegründet und hat seinen Sitz in München und die Geschäftsstelle in Berlin. Der Interessenverband ist Mitglied in den Dachverbänden Deutsche Literaturkonferenz und Deutscher Frauenrat.
Der Verein versteht sich als ein berufliches Netzwerk von Frauen aus allen Bereichen rund um Bücher und angrenzende Medien, d. h. aus dem Buchhandel, von Verlagen und Agenturen und benachbarten Arbeitsbereichen. Mitglied kann man als Angestellte und Selbständige, Berufseinsteigerin und Führungskraft werden.
In Deutschland und Österreich existieren 18 Städte- bzw. Regionalgruppen. Das Who’s Who Jahrbuch von 2010 nennt 18 Gruppen, wobei die Wiener Gruppe eingeschlossen ist: Hier findet in meist monatlichen Treffen ein Erfahrungsaustausch statt, auch werden regelmäßige berufsbezogene Veranstaltungen abgehalten.
Bundesweit wird jährlich ein Mitgliedertreffen (Vollversammlung) ausgerichtet. Der Verein hat ca. 900 Mitglieder (Stand Februar 2016).
Zweck des Netzwerkes ist es, sich gegenseitig durch beruflichen Informationsaustausch, Weiterbildung und Qualifizierung und persönlichen Kontakt zu unterstützen.
Wichtigstes Hilfsmittel ist das jährlich herauskommende Mitgliederverzeichnis. Hier stellen sich die Mitglieder mit Ausbildung, bisherigen Arbeitsschwerpunkten und Interessen vor.
Anlässlich seines 20-jährigen Jubiläums gab der Verein die wissenschaftliche Studie „MehrWert. Arbeiten in der Buchbranche heute“ in Auftrag. So entstand die erste berufsübergreifende Untersuchung des Berufsfelds Buchbranche, die die Unterschiede der Arbeitssituation für Frauen und Männer in den Fokus nimmt. Die Studie wurde auf der Frankfurter Buchmesse 2010 präsentiert.

## Mentoring-Programm
Seit 1999 finden bzw. fanden in München, Berlin, Stuttgart, Hamburg, Köln und Frankfurt Mentoring-Programme statt. Hierbei begleiten und beraten berufserfahrenere Mentorinnen aus der Buchbranche ein Jahr lang weibliche Nachwuchskräfte (Mentees) zu beruflichen Fragestellungen und geben Unterstützung bei weiteren Karriereschritten. Im Juni 2009 wurde in Stuttgart unter der Schirmherrschaft der promovierten Verlegerin Rosemarie von dem Knesebeck der 1. BücherFrauen Mentoring Kongress durchgeführt.

## Jahresthema
Seit 2008 legte der Verein jährlich ein Thema fest, mit dem er sich regional und bundesweit intensiv intern und öffentlich auseinandersetzen.
- 2008: Das Buch im digitalen Zeitalter
- 2009: Wir haben es geschafft! – Erfolgsfrauen in der Buchbranche
- 2010: MehrWert. Frauen in der Buchbranche
- 2011: Zukunft jetzt! Perspektiven für den Branchennachwuchs
- 2012: Arbeitsmodelle der Zukunft – Wie wollen wir arbeiten?
- 2013: Geistiges Eigentum und Urheberrecht im Internetzeitalter
- 2014: Lernen–Erfahren–Wissen: strategische Qualifizierung und Karriereplanung in der Buchbranche
- 2015: 25 Jahre BücherFrauen: gestern – heute – morgen
- 2016: Lesekultur 2030
- 2017: Strukturwandel in der Buchbranche
- 2018: 50 Jahre 68er - was bleibt?
- 2019: Diversität und Inklusion
- 2020: Arbeitswelt 4.0: Wie wir Netzwerke und Tools erfolgreich für uns nutzen können
- 2021: Unsichtbar? Die Vielfalt der unabhängigen Verlage sichtbar machen
- 2022: Die BücherFrau der Zukunft
- 2023: „Die im Dunkeln sieht man nicht“ – Übersetzerinnen ins Licht rücken
- 2024: Unsere Branche neu denken: Nachhaltige Entwicklung braucht Feminismus

## BücherFrau des Jahres
Seit 1996 wird am Rande der Frankfurter Buchmesse die Ehrung BücherFrau des Jahres vorgenommen. Die bisherigen Preisträgerinnen sind:
- 1996 Ruth Kiesow, Verlegerin
- 1997 Susanne Scharff, Frauenbibliothek MONAliesA
- 1998 Anke Schäfer, Verlegerin und Herausgeberin von Virginia, Zeitschrift für Frauenbuchkritik
- 1999 Irene Naumczyk, Personalagentur für Verlage
- 2000 Marion Schulz, Stiftung Frauen-Literatur-Forschung e. V.
- 2001 Ingeborg Kaestner, LiBeraturpreis
- 2002 Ingeborg Mues, Herausgeberin von Die Frau in der Gesellschaft
- 2003 Verlag Frauenoffensive, erster Frauenverlag Deutschlands
- 2004 Luise F. Pusch, Autorin und Sprachkritikerin
- 2005 Ray-Güde Mertin, Literaturagentin und Übersetzerin
- 2006 Sara Willwerth, Inhaberin der Buchhandlung Weber in Erkrath
- 2007 Marianne Krüll, Wissenschaftlerin und Autorin
- 2008 Karen Nölle, Übersetzerin und Lektorin
- 2009 Ulrike Helmer, Verlegerin des gleichnamigen Verlages
- 2010 Susanne Himmelheber, Buchhändlerin und Kunsthistorikerin
- 2011 Britta Jürgs, Verlegerin des AvivA Verlages
- 2012 Lioba Betten, Bibliothekarin und Verlegerin
- 2013 Antje Kunstmann, Verlegerin
- 2014 Regine Elsässer, Übersetzerin
- 2015 Frauke Ehlers, Netzwerkerin
- 2016 Anita Djafari, Geschäftsleiterin von Litprom – Gesellschaft zur Förderung der Literatur aus Afrika, Asien und Lateinamerika e. V. und Chefredakteurin der Zeitschrift LiteraturNachrichten Afrika – Asien – Lateinamerika
- 2017 Nina George, Schriftstellerin
- 2018 Susanne Martin, Buchhändlerin
- 2019 Sandra Uschtrin, Schriftstellerin
- 2020 Silke Weniger, Verlegerin und Literaturagentin
- 2021 Doris Hermanns, Autorin, Übersetzerin, Herausgeberin, Redakteurin
- 2022 Zoë Beck, Schriftstellerin, Verlegerin, Übersetzerin
- 2023 Jana Stahl, ehemalige Vorsitzende der BücherFrauen
- 2024 Yvonne de Andrés, Kulturmanagerin
- 2025 Christina Clemm, deutsche Rechtsanwältin und Autorin

## Christine-Literaturpreis
2021 etablierte der Verein BücherFrauen den Christine-Literaturpreis, der nach der Schriftstellerin und Philosophin Christine de Pizan benannt ist und künftig alle zwei Jahre an Autorinnen vergeben werden soll, „die mit ihrem Schreiben zur Gleichstellung der Geschlechter und zur Stärkung von Frauen und Mädchen beitragen“. Der Preis ist mit 10.000 Euro dotiert. Zusätzlich erhält die ausgezeichnete Autorin jeweils eine Fassung der Statuette „Christine“, die von der Bildhauerin Kassandra Becker gestaltet wurde.
Die erste Preisträgerin war 2021 die Schriftstellerin Mely Kiyak für ihr Buch Frausein (2020). 2023 wurde die Schriftstellerin Slata Roschal für ihren Roman 153 Formen des Nichtseins ausgezeichnet.
Shortlist 2025
- Dulce Chacón: Was Hortensia nicht mehr erzählen konnte
- Mareike Fallwickl: Und alle so still
- Myriam Leroy: Rote Augen, Übersetzung: Daniela Högerle
- Mirrianne Mahn: Issa
- Sylvie Schenk: Maman